# Unverre
Unverre ist eine französische Gemeinde mit 1.212 Einwohnern (Stand: 1. Januar 2022) im Département Eure-et-Loir in der Region Centre-Val de Loire; sie gehört zum Arrondissement Châteaudun und ist Teil des Kantons Brou. Die Einwohner werden Unverrois genannt.

## Geographie
Unverre liegt etwa 25 Kilometer nordwestlich von Châteaudun und wird umgeben von den Nachbargemeinden Moulhard im Norden und Nordwesten, Luigny und Frazé im Norden, Dampierre-sous-Brou im Nordosten, Brou im Osten und Nordosten, Yèvres im Osten und Südosten, Commune nouvelle d’Arrou im Süden, Chapelle-Royale im Süden und Südwesten, Les Autels-Villevillon im Westen und Südwesten sowie Charbonnières im Westen.

## Bevölkerungsentwicklung
| Jahr                      | 1962 | 1968 | 1975 | 1982 | 1990 | 1999 | 2006 | 2013 |
| Einwohner                 | 1505 | 1294 | 1238 | 1109 | 1022 | 977  | 1140 | 1259 |
| Quelle: Cassini und INSEE |      |      |      |      |      |      |      |      |

## Sehenswürdigkeiten
- Kirche Saint-Martin aus dem 12. Jahrhundert, Monument historique
- Schloss Grand’Maisons, Domäne aus dem 15. Jahrhundert
- Herrenhaus La Camusière
- Mühle und Wehrhof La Forçonnerie aus dem 13. Jahrhundert

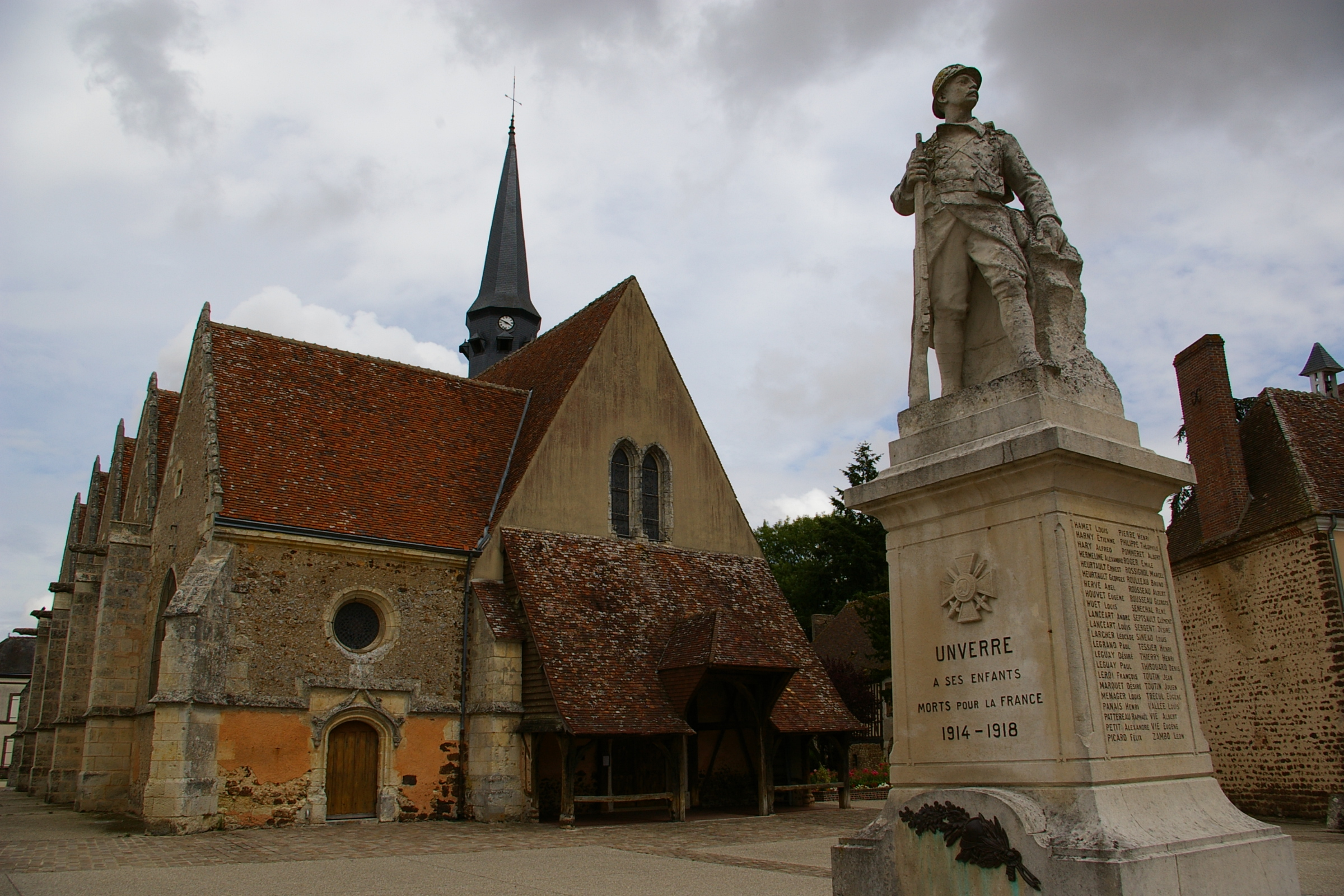
Kirche Saint-Martin